# 프로테록토퍼스

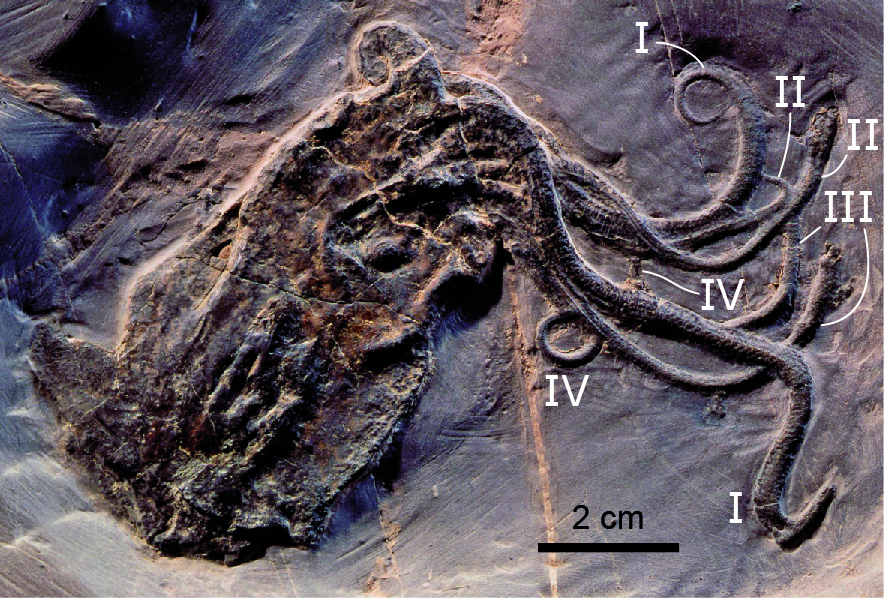

프로테록토퍼스는 멸종한 두족류의 일종으로 흡혈오징어와 매우 닮아있다. 겉모습만 봐서는 서로 구분이 불가능할 정도. 다만 크기는 흡혈오징어보다 훨씬 크다. 또한 흡혈오징어와는 달리 얕은 바다에 살았을 것으로 추정되며 화석에 검은색 먹물을 뿜었던 흔적이 존재한다. (흡혈오징어는 형광빛의 점액을 먹물 대신 사용한다.)또 그 이유가 미스테리할 정도로 거의 완벽한 보존상태를 가진 작은 9개의 프로테록토퍼스 화석이 발견된 것으로 보아 작은 종류도 있었던 듯 하다.